# Harry Ledingham-Horn
Harry Ledingham-Horn (* 9. Dezember 2003 in Stoke-on-Trent) ist ein britischer Bahnradsportler, der auf die Kurzzeitdisziplinen spezialisiert ist.

## Sportlicher Werdegang
Seit 2013 ist Harry Ledingham-Horn im Radsport aktiv, er startete für den Lyme RC. Er holte häufig Siege in den jeweiligen Altersklassen. 2019 ging er erstmals bei den nationalen Bahnmeisterschaften der Jugend und der Junioren an den Start und belegte mehrfach Podiumsplätze.
2020 startete Ledingham-Horn bei der britischen Elite-Meisterschaft im Teamsprint und belegte mit Hayden Norris und Ed Lowe Rang drei. Im Jahr darauf wurde er britischer Junioren-Meister in Sprint, Keirin und im 1000-Meter-Zeitfahren. Bei den Junioren-Europameisterschaften 2021 wurde er mit Ed Lowe und Marcus Hiley Europameister im Teamsprint. Im Zeitfahren errang er Bronze und im Sprint Silber.
Bei den nationalen Bahnmeisterschaften 2023 wurde Harry Ledingham-Horn britischer Meister in Sprint und Teamsprint (mit Ed Lowe und Marcus Hiley). Im April 2023 belegte er mit Norris und Lowe beim Lauf des UCI Track Cycling Nations’ Cup im kanadischen Milton im Teamsprint Platz drei.

## Erfolge
2021
- Junioren-Europameister – Teamsprint (mit Ed Lowe und Marcus Hiley)
- Junioren-Europameisterschaft – 1000-Meter-Zeitfahren
- Junioren-Europameisterschaft – Sprint
- Britischer Junioren-Meister – Sprint, Keirin, 1000-Meter-Zeitfahren

2023
- Britischer Meister – Sprint, Teamsprint (mit Ed Lowe und Marcus Hiley)[3]

2024
- Britischer Meister – Teamsprint (mit Ed Lowe und Hayden Norris)[4]
- U23-Europameisterschaften – Teamsprint (mit Marcus Hiley und Hayden Norris)
- U23-Europameisterschaften – Zeitfahren

2025
- Europameisterschaften – Teamsprint (mit Hayden Norris und Charles Radford)
- Britischer Meister – Teamsprint (mit Lyall Craig, Niall Monks und Matthew Richardson)
- Nations Cup in Konya – Teamsprint (mit Matthew Richardson und Harry Radford)